# Кильпинен, Ирьё
Ирьё Кильпинен (фин. Yrjö Kilpinen; род. 4 февраля 1892, Хельсинки — ум. 2 марта 1959, Хельсинки) — финский композитор.

## Жизнь и творчество
В 1908 году Ю. Килпинен начинает заниматься в Хельсинки музыкой по классу фортепиано. В 1910 он уезжает в Вену, чтобы там изучать музыкальную композицию (под руководством Рихарда Хойбергера). В 1913—1914 годах продолжает своё образование в Берлине, у Павла Фёдоровича Юона. После этого берёт частные уроки в Хельсинки у Тойво Куула. Окончив обучение, Колпинен даёт частные уроки музыки, выполняет работу репетитора и музыкального критика. Музыкальные произведения, написанные молодым композитором уже в начальный период его творчества, обращают на него внимание финской общественности, и с 1925 года он получает государственную стипендию, превращённую в 1935 в пожизненную пенсию. Таким образом, композитор был освобождён от необходимости зарабатывать себе на пропитание и смог всецело посвятить себя творчеству. С 1948 года он — член финской Академии, с 1952 — почётный член Объединения композиторов Финляндии.
Сочинения Ю. Килпинена охватывают как инструментальные композиции (6 сонат для фортепиано, соната для виолончели и др.), так и песенное творчество. Композитор написал около 700 песен, частично циклами по стихотворениям финских, шведских и немецких поэтов. Многие песни, созданные Ю. Килпиненом, патриотичны по своему духу и содержанию, проникнуты горячей любовью к родине (например, «Кантеле-цикл» («Kanteletar»), состоящий из 64 песен (op. 100)). В финской современной музыкальной критике Килпинен назывался «финским Шубертом».
Жена — пианистка Маргарет Кильпинен.